# Mărtești, Alba
Mărtești este un sat în comuna Avram Iancu din județul Alba, Transilvania, România.